# Downside (Elmbridge)
Downside – wieś w Anglii, w hrabstwie Surrey, w dystrykcie Elmbridge. Leży 30 km na południowy zachód od centrum Londynu.